# بلدة فانك مقاطعة فرميليون (إلينوي)
بلدة فانك، مقاطعة فرميليون (بالإنجليزية: Vance Township, Vermilion County, Illinois)‏ هي منطقة سكنية تقع في الولايات المتحدة في مقاطعة فيرميليون، إلينوي. يقدر عدد سكانها بـ 1,057 نسمة وترتفع عن سطح البحر 203 متر.